# Milán – San Remo 2017
108. ročník jednodenního cyklistického závodu Milán – San Remo se konal 18. března 2017 v Itálii. Vítězem se stal Polák Michał Kwiatkowski z týmu Team Sky. Na druhém a třetím místě se umístili Slovák Peter Sagan (Bora–Hansgrohe) a Francouz Julian Alaphilippe (Quick-Step Floors). Závod byl součástí UCI World Tour 2017 na úrovni 1.UWT a byl osmým závodem tohoto seriálu.

## Týmy
Závodu se zúčastnilo všech 18 UCI WorldTeamů a 7 UCI Professional Continental týmů (Androni–Sidermec–Bottecchia, Bardiani–CSF, Cofidis, Gazprom–RusVelo, Nippo–Vini Fantini, Team Novo Nordisk a Willier Triestina–Selle Italia), které byly vybrány organizátory závodu, RCS Sport. Všechny týmy přijely s osmi jezdci, celkem se tak na start postavilo 200 závodníků. Do cíle v Sanremu dojelo 195 z nich.
UCI WorldTeamy
- AG2R La Mondiale
- Astana
- Bahrain–Merida
- BMC Racing Team
- Bora–Hansgrohe
- Cannondale–Drapac
- FDJ
- LottoNL–Jumbo
- Lotto–Soudal
- Movistar Team
- Orica–Scott
- Quick-Step Floors
- Team Dimension Data
- Team Katusha–Alpecin
- Team Sky
- Team Sunweb
- Trek–Segafredo
- UAE Team Emirates

UCI ProTeamy
- Androni–Sidermec–Bottecchia
- Bardiani–CSF
- Cofidis
- Gazprom–RusVelo
- Nippo–Vini Fantini
- Team Novo Nordisk
- Willier Triestina–Selle Italia

## Výsledky
| Pořadí | Jezdec                   | Tým                  | Čas        |
| ------ | ------------------------ | -------------------- | ---------- |
| 1      | Michał Kwiatkowski (POL) | Team Sky             | 7h 08' 39" |
| 2      | Peter Sagan (SVK)        | Bora–Hansgrohe       | + 0"       |
| 3      | Julian Alaphilippe (FRA) | Quick-Step Floors    | + 0"       |
| 4      | Alexander Kristoff (NOR) | Team Katusha–Alpecin | + 5"       |
| 5      | Fernando Gaviria (COL)   | Quick-Step Floors    | + 5"       |
| 6      | Arnaud Démare (FRA)      | FDJ                  | + 5"       |
| 7      | John Degenkolb (GER)     | Trek–Segafredo       | + 5"       |
| 8      | Nacer Bouhanni (FRA)     | Cofidis              | + 5"       |
| 9      | Elia Viviani (ITA)       | Team Sky             | + 5"       |
| 10     | Caleb Ewan (AUS)         | Orica–Scott          | + 5"       |